# Bedlinog
Bedlinog est un village et une communauté du borough de comté de Merthyr Tydfil, au pays de Galles.

## Géographie
Bedlinog est situé dans le sud-est du  borough de comté de Merthyr Tydfil, à la frontière du borough de comté de Caerphilly. Le centre-ville de Merthyr Tydfil se trouve à une dizaine de kilomètres au nord-ouest.
La communauté de Bedlinog comprend aussi le village de Trelewis (en), à quelques kilomètres en aval dans la vallée de la Taff Bargoed (en).

## Démographie
Au recensement de 2011, la communauté de Bedlinog comptait 3 277 habitants.